# RC Grivița Bukareszt
RC Grivița București – rumuński zespół rugby z siedzibą w Bukareszcie, dwunastokrotny mistrz kraju.

## Historia
7 maja 1932 roku stowarzyszenie kulturalno-sportowe z inicjatywy inżyniera Grigore Lăzărescu założyło sekcję sportową przy Căile Ferate Române. Zespół już miesiąc później, 3 lipca, rozegrał swój pierwszy mecz przeciwko PTT. Dziesięć dni później został uznany przez Rumuńską Federacja Rugby pod nazwą CFR București, a oficjalnie zadebiutował spotkaniem z Tenis Club Român 15 października tego roku.
Pierwszy tytuł mistrza kraju klub zdobył w 1948 roku, drugi w roku 1950 jako Locomotiva CFR București, kolejne dziewięć zaś pod nazwą CFR Grivița Roșie București w latach 1955–1970 walcząc o dominację z Dinamo i Steauą. Ostatni, dwunasty raz w ligowych rozgrywkach drużyna zwyciężyła w 1993 roku. Zespół osiągał sukcesy również na arenie międzynarodowej – w 1962 roku uległ w finale Klubowego Pucharu Europy francuskiemu AS Béziers Hérault, a dwa lata później zdobył to trofeum w meczu z Stade Montois.
Wychowankami klubu było wielu reprezentantów kraju.
Przemiany ustrojowe i gospodarcze z początku lat dziewięćdziesiątych XX wieku spowodowały regres klubu, który spadł do najniższego, trzeciego poziomu ligowego. Stadion, na którym występuje, niszczeje natomiast z powodu braku funduszy.

## Sukcesy
- Mistrzostwo Rumunii (12):  1948, 1950, 1955, 1957, 1958, 1959, 1960, 1962, 1966, 1967, 1970, 1993
- Puchar Rumunii (4):  1948, 1966, 1976, 1982
- Klubowy Puchar Europy (1):  1964